# إيفا سلاتر
إيفا سلاتر (بالإنجليزية: Eva Slater)‏ هي رسامة أمريكية، ولدت في 17 يونيو 1922، وتوفيت في 2 مايو 2011.